# Wałerija Semenkowa
Wałerija Semenkowa (ur. 13 maja 1996) – ukraińska lekkoatletka specjalizująca się w rzucie młotem.
W 2013 zdobyła brąz mistrzostw świata juniorów młodszych w Doniecku. Reprezentantka Ukrainy w meczach międzypaństwowych.
Rekord życiowy: 57,80 (21 maja 2011, Humań).

## Osiągnięcia
| Rok  | Impreza                               | Miejsce   | Lokata            | Wynik (m) |
| ---- | ------------------------------------- | --------- | ----------------- | --------- |
| 2012 | Mistrzostwa świata juniorów           | Barcelona | el. – 12. miejsce | 57,45     |
| 2013 | Mistrzostwa świata juniorów młodszych | Donieck   | 3. miejsce        | 68,62     |